# Anna Bogouchevskaia
Anna Bogouchevskaia (russisch Анна Даниэльевна Богушевская Anna Danieljewna Boguschewskaja; * 5. April 1966 in Moskau) ist eine deutsch-russische Bildhauerin. Im öffentlichen Raum machte sie unter anderem 2001 mit der Gestaltung der Putten für den Märchenbrunnen im Schulenburgpark im Berliner Bezirk Neukölln auf sich aufmerksam.

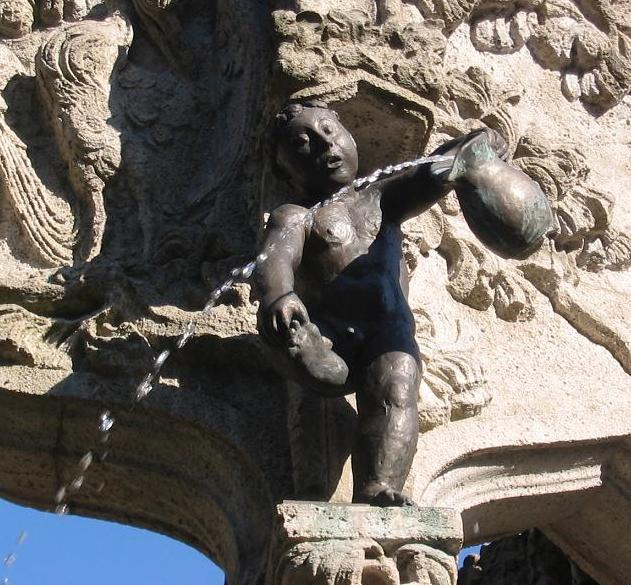
Putto vom Märchenbrunnen,
will sich die Füße waschen und gießt viel Wasser daneben …

## Leben
Anna Bogouchevskaia ist die Tochter des Bildhauerehepaares Ninel Boguschewskaja (1923–1987) und Daniel Mitljanski (1924–2006). Bereits mit neun Jahren begann Anna eine Kunstausbildung in der Moskauer Zentralen Kunstschule, wobei zunächst Ballett und Eiskunstlauf eine Rolle spielten. Bald entdeckte sie aber die Liebe zum plastischen Gestalten und studierte 1985–1991 Bildhauerei im Moskauer Kunstinstitut Surikow. Nach dem Abschluss und Eintritt in den Moskauer Künstlerverband erhielt sie für die weitere künstlerische Förderung ein Stipendium der russischen Kunstakademie und war Meisterschülerin bei Professor Wladimir Jefimowitsch Zigal. In dieser Zeit gestaltete Anna Bogouchevskaia vor allem menschliche Figuren nach klassischen Vorbildern wie dem Dornauszieher oder Paris, meist aus Ton. Anschließend bekam sie Gelegenheit, ihren Vater zu internationalen Ausstellungen zu begleiten und sammelte so eigene erste Erfahrungen. Besonders bedeutsam war ein gesponserter sechsmonatiger Aufenthalt in Barcelona, wo sie mehrere Werke schuf. Als Sujet hatte sie zunächst die Welt der Puppen und des Theaters benutzt. Als prägende künstlerische Vorbilder nennt sie selbst Marino Marini, Amedeo Modigliani, Charles Despiau und auch Gerhard Marcks. Zurück in Moskau begann sie, ihre Skulpturen in Gips zu formen, um sie in die dauerhaftere Bronze umzusetzen. Das ermöglichte auch detailreichere Darstellungen. 1994 war sie zusammen mit ihrem Vater und Andreï Asseriants zur Teilnahme an einem Kunstprojekt für das Museum am Checkpoint Charlie eingeladen.
Danach siedelte sie noch im gleichen Jahr nach Berlin um und trat in den Verband Bildender Künstler ein. Seitdem arbeitet sie hier freiberuflich, beteiligt sich an Kunstwettbewerben und Ausstellungen.
Bei einem Wettbewerb für die Neuschaffung verlorengegangener Figuren des denkmalgeschützten Märchenbrunnens im Von-der-Schulenburg-Park in Berlin-Neukölln gewann sie den ersten Preis. 16 bronzene Putten waren im letzten Weltkrieg eingeschmolzen worden und sollten nun ersetzt werden. Es gab nur schlechte Fotovorlagen und so schlug Bogouchevskaia nach Beschäftigung mit dem Thema und Besichtigung der vorhandenen Teile des Brunnens lustige Kerlchen vor, die sowohl das Thema Märchen als auch Wald und Tiere aufgriffen. Nach ihren Vorlagen und Gipsmodellen entstanden 25 Zentimeter hohe neue Putten. Mit deren Aufstellung auf den Säulen des Brunnenpavillons war der im Jahr 2001 restaurierte Zierbrunnen wieder komplett.
Neben konkreten Auftragswerken beteiligte und beteiligt sich Bogouchevskaia an privaten und öffentlich geförderten Kunstausstellungen.

## Ausstellungsübersicht (Auswahl)
- 1983–85: Beteiligung an Ausstellungen für junge Künstler in Moskau
- 1987–89: Beteiligung an den sowjetischen Skulpturenausstellungen in der Manege, Moskau
- 1990: Beteiligung an der Ausstellung Skulpturen in der Stadt, Zentrales Haus der Künste, Moskau
- 1991: Werkauswahl in der Skulpturengalerie, Barcelona
- 1995: Teilnahme an Kunstausstellungen in
  - Frankfurt/Main (Braas Galerie): Jüdische Künstlerinnen und Künstler aus Russland
  - Berlin (Jüdische Galerie): Anna Bogouchevskaia, Dimitrij Chmelnizkij, Pavel Feinstein
- 1996: Essen und Trinken, Willy-Brandt-Haus, Berlin
- 2000: Gruppenausstellung, Werkstattgalerie Hermann Noack, Berlin
- 2001: Kant-Dreieck, Berlin Anna Bogouchevskaia, Pavel Feinstein
- 2003: Ausstellung und Katalogpräsentation, Barlach Halle K, Berlin
- 2013: Kinderspiele / Children's Games, Werkstattgalerie Hermann Noack, Berlin
- 2021: Moving Waters, Halle K, Hamburg
- 2023: Shouldn't be gone, Noack Galerie, Berlin
- 2023: Vermeer Contemporary, Gruppenausstellung des Europäischen Kunstvereins, Berlin
- 2023–24: Retrospektive Fallen Falls, Kunsthalle Rostock[5]

## Werke (Auswahl)
- ab 1993: Reiterserie
- 1994: Große Stahlskulptur für einen Neubau in Berlin-Wedding
- 1995: Gemeinschaftsarbeit am Denkmal für den ermordeten Journalisten Dmitri Holodov (Дми́трий Ю́рьевич Хо́лодов; 1967–1994), Moskau
- 1997: Liebespaar
- 1998: Melonenesser
- 2001: Putten für den Märchenbrunnen im Von-der-Schulenburg-Park, Berlin-Neukölln
- 2002: Schwimmer
- 2002: Die Welle
- 2003: Arche Noah
- 2009: Jahr des Büffels (sitzender Büffel, 49,2 cm hoch; Bronze)[6]
- 2010: Jongleurin; soll sich auf dem George-Grosz-Platz, Berlin-Charlottenburg befinden[7]
- 2011: Stelzenläufer
- 2012: Serie Verwandlungen[8]